# Алкорн, Лила
Лила Алко́рн (имя при рождении Джошуа Райан Алко́рн, 15 ноября 1997 — 28 декабря 2014) — американская трансгендерная девушка, чей суицид привлёк международное внимание. В своём аккаунте в Tumblr Лила оставила предсмертную записку, касающуюся социальных стандартов, влияющих на жизнь трансгендерных людей, и выражающую надежду, что её смерть поднимет проблему дискриминации, насилия и отсутствия поддержки, которым подвергаются трансгендерные люди.
Детство Лилы прошло в консервативной христианской семье в Огайо. В 14 лет Лила рассказала о своей гендерной идентичности своим родителям, которые отказались принять её. В 16 лет Лила сообщила родителям, что ей требуется гормонально-хирургическое лечение, однако снова получила отказ. Вместо этого родители Лилы отправили её в христианский центр репаративной терапии в попытке заставить её изменить свою самоидентификацию и принять свой биологический и паспортный пол, назначенный при рождении. Впоследствии родители забрали Лилу из школы, переведя на домашнее обучение, и лишили её доступа к СМИ. В своей предсмертной записке Лила назвала одиночество и отрыв от общества ключевыми факторами, которые подтолкнули её к завершению своей жизни, и обвинила своих родителей в том, что именно они вызвали её депрессивное состояние. Лила завершила свою жизнь, выйдя навстречу транспортному потоку.
Обстоятельства её смерти получили широкую огласку в международных СМИ. Представители ЛГБТ-активистов обратили внимание на данный инцидент как яркий пример проблем, с которыми сталкиваются трансгендерные люди в подростковом возрасте, и потребовали запрета репаративной терапии. В социальных сетях родители Алкорн получили множество критических замечаний за отказ признать гендерную идентичность Лилы.

## Жизнь
Лила Алкорн родилась в ноябре 1997 и при рождении получила имя Джошуа Райан Алкорн. Впоследствии Алкорн отказалась от имени Джошуа, её предсмертная записка была подписана «(Leelah) Josh Alcorn». По описанию Алкорн, её детство прошло в строгой среде христианского семейства, помимо Лилы в семье также было трое других детей. Алкорны были членами местной конгрегации Церкви Христа в Цинциннати и были упомянуты в выпуске газеты «Христианские хроники» в 2011, в разделе, посвящённом данной конгрегации.
В своей записке Алкорн описала, что ощущала себя «девушкой, запертой в мужском теле», с четырёх лет, а с 14 начала определять себя как трансгендерная женщина, когда узнала о понятии трансгендерности. Согласно записке, Алкорн немедленно сообщила об этом своей матери, Карле Алкорн, которая восприняла информацию «крайне негативно», сообщив Лиле, что ощущения девушки — временные, и раз Бог создал её мужчиной, она никогда не сможет стать женщиной. Лила написала, что реакция матери спровоцировала у неё ненависть к себе и депрессию. Карла обратилась к христианам, занимающимся репаративной терапией. Данный опыт девушка описывала так: «Я только больше слушала христиан, которые мне рассказывали, что я эгоистичен, неправ и должен обратиться за помощью к Господу». В возрасте 16 лет Лила попросила родителей одобрить хирургическую коррекцию пола, но получила отказ: «Я чувствовала безнадежность из-за того, что я до конца своих дней буду выглядеть просто как переодетый в женщину мужчина. В свой шестнадцатый день рождения, когда я не получила согласия на переход от родителей, я рыдала, пока меня не сморил сон».
Когда мне было четырнадцать, я узнала, что означает «трансгендерный», и заплакала от счастья. После десяти лет раздрая мне наконец-то стало ясно, кто я. Я сразу же рассказала маме, и она отреагировала крайне негативно, сказала мне, что это пройдёт, что я никогда не буду настоящей девочкой, что Бог не ошибается, что я неправа. Если вы, родители, это читаете, пожалуйста, не говорите такого своим детям. Даже если вы христиане или против трансгендерных людей, никогда не говорите такого никому, особенно вашим детям. Из этого не будет ничего, кроме того, что они себя возненавидят. Со мной произошло именно это.
В шестнадцать Алкорн публично объявила о том, что её привлекают мужчины, полагая на тот момент, что если её будут воспринимать как гея, это будет первым шагом к будущему каминг-ауту в качестве трансгендерной женщины. По словам друга/подруги детства, в школе большинство приняли новость положительно, хотя родители Лилы пришли в ужас. По словам Лилы: «Им казалось, будто я порчу впечатление о них, моя личность их смущала. Они хотели бы, чтобы я был идеальным маленьким гетеросексуальным христианским мальчиком, а я, естественно, хотела не этого». Вскоре после инцидента родители Алкорн забрали её из школы на домашнее обучение и зачислили в онлайн-школу дистанционного обучения, «Виртуальную Академию Огайо». По словам Лилы, родители на пять месяцев лишили её всех связей с окружающим миром, запретив ей пользоваться социальными сетями и другими средствами коммуникации. Лила отметила, что данный отрыв от средств связи значительно повлиял на её решение о суициде. В конце школьного года родители вернули Лиле телефон и снова позволили общаться с друзьями, но за прошедшее время отношения с ними значительно ослабли, и девушка продолжала страдать от изоляции.
За два месяца до смерти Алкорн искала помощи на сайте Reddit, спрашивая пользователей, можно ли назвать поведение её родителей насилием по отношению к ней. Согласно её постам на данном сайте, родители никогда не применяли к ней физическое насилие, но всегда обращались с ней «неодобрительно, в пренебрежительном тоне», говоря ей вещи наподобие «Ты никогда не станешь настоящей женщиной», «Что ты теперь, будешь трахать парней?», «Господь пошлёт тебя прямиком в ад». По её словам: «Я ужасно себя чувствовала из-за этих слов, тогда я была христианкой, и мне казалось, что Бог меня ненавидит и что я недостойна жизни». На Reddit девушка также сообщила, что ей прописали регулярно увеличивающиеся дозы антидепрессанта «Prozac». В конце своего поста она написала: «Прошу, помогите мне, я не знаю, что мне делать, но долго мне этого больше не выдержать».

## Смерть
За день до своей смерти, 28 декабря 2014, Алкорн оставила на своем аккаунте Tumblr предсмертную записку с назначенной публикацией на следующий день в 15:30:
Я решила, что с меня хватит. Я никогда не сделаю успешный переход, даже когда съеду от родителей. Я никогда не буду рада тому, как выгляжу и звучу. У меня никогда не будет достаточно друзей. У меня никогда не будет достаточно любви. Я никогда не найду мужчину, который меня полюбит. Я никогда не буду счастлива. Я буду жить либо жизнью одинокого мужчины, который будет мечтать стать женщиной, либо жизнью ещё более одинокой женщины, которая себя ненавидит. Победы не будет. Выхода нет. Мне уже достаточно грустно, и не нужно ухудшать свою жизнь ещё больше. Люди говорят, что “станет лучше”, но не в моём случае. Становится хуже. С каждым днём мне становится хуже. 
Дело именно в этом, и именно поэтому я собираюсь покончить с собой. Простите, если это недостаточно серьёзная причина для вас, для меня-то она достаточно серьёзна.
В записке Алкорн просила передать все её вещи и средства благотворительным организациям, занимающимся проблемами трансгендерности, и просила ввести в школе гендерное обучение. Пост заканчивался словами: «Моя смерть должна что-то значить. Моя смерть должна быть учтена в числе смертей трансгендерных людей, которые покончили с собой в этом году. Я хочу, чтобы кто-то посмотрел на это число, сказал „пиздец“ и что-то с этим сделал. Сделайте что-то с обществом. Пожалуйста». Вскоре после поста с запиской появилось последнее короткое сообщение под заголовком «Простите», содержащие извинения перед некоторыми близкими Лиле друзьями и сестрой и братом, а также резкое сообщение родителям со словами «Нельзя так указывать другим, как себя вести и жить, нельзя так контролировать других».
Ранним утром 28 декабря полиция сообщила новостным каналам, что девушка шла по автостраде в южном направлении и незадолго до 2:30 ночи была сбита грузовой фурой недалеко от Южного Ливана. Смерть наступила на месте. Расследование полагает, что Алкорн прошла около 3-4 миль от дома своих родителей в Кингз Миллз пешком до того, как была сбита. После происшествия автостраду перекрыли на период более часа. Расследованием занялась дорожно-патрульная служба штата Огайо, тело Алкорн было транспортировано судмедэксперту округа Монтгомери, где произвели вскрытие. Водитель фуры при происшествии не пострадал, обвинений в уголовном преступлении к нему не предъявили.
За 48 часов с момента появления предсмертного поста в сети количество его просмотров составило 82 272, а к утру 31 декабря количество репостов на Tumblr составило 200 000. Газета Boston Globe назвала записку «постом, полным чувств», Daily Mail назвала его «душераздирающим». Впоследствии пост был удалён по просьбе родителей девушки. В результате блог Лилы стал недоступен публике полностью. Сторонники Лилы создали в сети копии поста.
Дату панихиды и похорон, назначенные соответственно на 1 и 2 января 2015, пришлось отложить на более позднее время из-за неуточнённых слухов о том, что семья Алкорн получила угрозы о «протестах». Пастор Северо-западной Церкви Христа объявил, что «время и даты были оглашены публике, и семья получила несколько угроз». Несмотря на официальный перенос даты, в назначенный изначально день была проведена тайная служба. Предположительно тело Лилы Алкорн было предано кремации.

## Реакция

### Местная
28 декабря, в 14:56, мать Лилы, Карла Вуд Алкорн, опубликовала сообщение на Facebook: «Мой милый 16-летний сын, Джошуа Райан Алкорн, сегодня утром отправился на Небеса. Он отправился на утреннюю пробежку и был сбит грузовиком. Спасибо за ваши сообщения, доброту и поддержку. Прошу, продолжайте за нас молиться». Впоследствии пост Карлы Алкорн был удален, а её аккаунт на Facebook закрыт для публичного просмотра.
На следующий день после публикации предсмертной записки Крис Силбак, первый открытый гей среди членов городского совета города Цинциннати, процитировал записку на своем аккаунте Facebook, отметив, что её смерть — пример того, как тяжела жизнь трансгендерного человека в США. Его сообщением поделились более 4700 раз, что вызвало ещё больший резонанс.
Каролин Уошбёрн, редактор газеты The Cincinnati Enquirer, сообщила, что инцидент «обратил внимание на очень важную проблему, и, надеемся, увеличит количество дискуссий на данную тему в семьях нашего региона». Отвечая на вопрос The Cincinnati Enquirer, Шейн Морган, основатель и президент TransOhio, адвокатской организации по делам трансгендерных людей, сообщил, что несмотря на усиление активистского движения в поддержку трансгендерных людей в 2014 году, смерть Лилы Алкорн демонстрирует, «как трансгендерные люди и по сей день подвергаются репрессиям и не получают должного уважения», и отметил большое число трансгендерных людей, погибших в 2014 году от насильственной смерти. С момента инцидента компания TransOhio начала получать письма от родителей трансгендерных детей, с описаниями того, как смерть Лилы на них повлияла. Морган также отметил, что несмотря на то, что он понимает чувство гнева сторонников Лилы по отношению к её родителям, «угрозам её семье нет оправдания».
1 января 2015 расположенная в Циннцинати группа ЛГБТ-активистов «В поддержку равных прав на брак в Огайо» организовала гражданскую панихиду на территории школы Кингс Хай, которую посещала Лила Алкорн. 2 января группой под названием «Стойкость ради Лилы» (Stand Up 4 Leelah) была организована панихида в парке Гудейл, в городе Колумбус. 10 января состоялось траурное мероприятие, организованное в Клифтонском центре культуры и искусства «Городским хором разноликой молодежи» и отделением организации GLSEN в Цинциннати. 6 января Адам Хувер, представитель организации «За равные права на брак в Огайо», отметил, что, поскольку просьба указать на могиле Алкорн избранное ею имя «вряд ли получит положительный ответ», вскоре будет учрежден сбор пожертвований для постоянного мемориала в честь Лилы в виде именной скамьи, дерева или мемориальной доски. Впоследствии сообщили, что панихиду перенесли из Центра культуры и искусства в Театр Вудворт, который был более просторным.

### Национальная и международная реакция

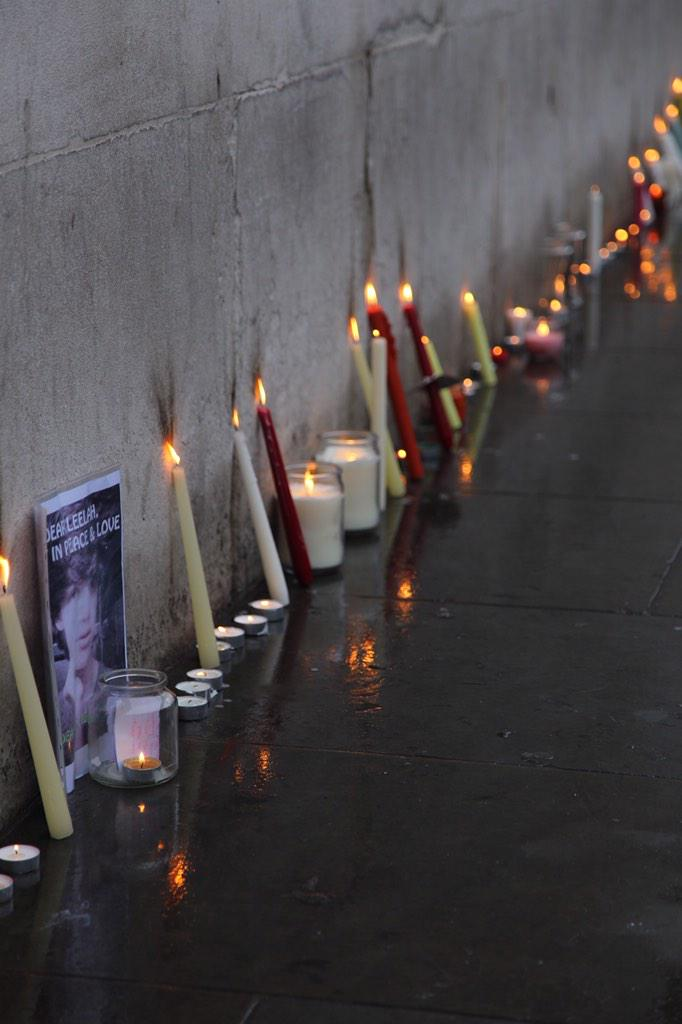
Мемориал у стены, созданный после траурной процессии в Лондоне.

На момент 30 декабря смерть Лилы Алкорн получила международную огласку. Новостные каналы по всему миру передавали описания инцидента, а хештег #LeelahAlcorn стал наиболее используемым в Twitter. Согласно британской газете The Independent, инцидент «спровоцировал повсеместную тоску и поднял вопрос о правах трансгендерных людей», тогда как расположенная в США Boston Globe сообщила, что инцидент «послужил запалом для транс-прогресса в 2014».
На Facebook была открыта группа «Справедливость для Лилы Алкорн», а «Институт прав трансчеловека» организовал петицию под названием «Закон Лилы», который требует запрета на репаративную терапию и обращает внимание общественности на психологически пагубное влияние подобных практик; 8 января петиция уже собрала 299 825 подписей и была названа наиболее активной петицией сайта change.org в 2014. Вторую петицию, требующую принятия «Закона Лилы», опубликовали 3 января 2015 в разделе «Мы, Народ» официального сайта Белого дома, данная петиция по состоянию на 10 января набрала 2232 подписи. Используя хештег #RealLiveTransAdult (#НастоящийТрансВзрослый), многие трансгендерные люди пишут воодушевляющие посты в поддержку трансгендерных подростков, также на Twitter появились другие хештеги, например, #ProtectTransKids (#ЗащититеТрансДетей) и расшифровка аббревиатуры R.I.P. как «Rest in Power» (Да упокоятся Сильные). На сайте петиций change.org также был организован запрос на то, чтобы на могиле Алкорн было также указано её выбранное имя, на 7 января 2015 петиция собрала более 80 000 подписей.
Среди известных трансгендерных людей, публично озвучивших своё отношение к инциденту, были Джанет Мок, Андреа Пежич и Лаверна Кокс, а музыкант Рэй Торо выпустил песню под названием «For The Lost And Brave», посвящённую Лиле. Джилл Солоуэй, создательница сериала «Очевидное», получившая за него Золотой глобус в номинации «Лучший ТВ-сериал», посвятила свою награду Лиле.
6 января на Tumblr была организована акция против трансфобии в память о Лиле: участники окрасили безымянный палец розовым лаком и постили фотографии своих рук с хэштэгом #PinkforLeelah (#РозовыйдляЛилы). Розовый лак на безымянном пальце до сих пор используется сторонниками Лилы.
Траурная процессия прошла 3 января на Трафальгарской площади в Лондоне; организатор панихиды отмечал, что «смерть (Алкорн) была политической. Когда член нашего сообщества становится жертвой угнетения, все мы должны встать на защиту». Среди выступающих на панихиде также были политик и защитница прав трансгендерных людей Сара Браун) и писательница и поэтесса Роз Кавини. 10 января на северо-западе округа Вашингтон, США, и в Куин-Стрит в Окленде, Новая Зеландия, одновременно прошли траурные процессии в честь Алкорн. В этот же день была организована панихида на площади Колумбус, Нью-Йорк.
Некоторые из сторонников Лилы Алкорн публично раскритиковали мать девушки, Карлу Алкорн, за намеренно неверно указанный гендер девушки («сын Джошуа») в её посте в Facebook о смерти Лилы. Некоторые пользователи сети, названные газетой The Washington Post «самопровозглашенными борцами за справедливость Интернета», домогались и изводили Карлу на её аккаунте Facebook в качестве «мести» за смерть Лилы. Американский журналист Дэн Сэвидж, борец за права ЛГБТ и инициатор проекта It Gets Better, отметил в своём Твиттере, что следует возбудить уголовное дело против родителей Алкорн по обвинению в участии в смерти их дочери, высказав мнение, что «они бросили свою дочь под колеса этого грузовика». В поддержку своей идеи в качестве прецедента он процитировал выигранный иск против Даруна Рави (во время судебного действия против Рави было доказано, что действия Рави внесли значительный вклад в последующий суицид Тайлера Клементи, его соседа по комнате в общежитии Ратгерского университета). Сэвидж также добавил, что судебному разбирательству должны быть подвергнуты действия терапевтов, которых Лилу заставляли посещать, и предложил лишить Алкорнов родительских прав на остальных трёх детей семейства.